# Arko Datta
Pour les articles homonymes, voir Arko.
Arko Datta, né à (Delhi Inde) le 4 février 1969 , est un photographe photojournaliste indien.

## Biographie
Arko Datta a commencé sa carrière de photojournaliste pour des quotidiens indiens à Madras et Calcutta. Il a ensuite rejoint l'AFP, puis Reuters en 2001.

## Prix et récompenses
Datta est lauréat de nombraux prix indiens et à l'étranger.
- 2004, World Press Photo : l'image qui remporte le prix montre une femme indienne pleurant la mort d'un parent tué dans la catastrophe du tsunami.

## Publications
Ses publications comprennent entre autres Lost Childhood, un livre traitant du travail des enfants, financé par le Bureau international du travail. Ses photographies sont également reprises dans un livre des 100 photographies les plus mémorables d'Inde ainsi que dans le livre On the road, publié par Reuters.